# 大劳道
大劳道，是匈牙利佐洛州所辖的一个村，总面积12.85平方公里，总人口483，人口密度37.6人/平方公里（2010年1月1日）。